# Raiffeisenbank im Oberpfälzer Jura
Die  Raiffeisenbank im Oberpfälzer Jura eG ist eine deutsche Genossenschaftsbank mit Sitz in der bayerischen Stadt Parsberg im Landkreis Neumarkt in der Oberpfalz.

## Geschichte
Die heutige Raiffeisenbank im Oberpfälzer Jura eG ging im Jahr 2019 aus der Fusion der Raiffeisenbank Hemau-Kallmünz eG mit dem Sitz in Hemau mit der Raiffeisenbank Parsberg-Velburg eG mit dem Sitz in Parsberg hervor.
Im Jahr 2008 fusionierte die damalige Raiffeisenbank Hemau eG mit dem Sitz in Hemau mit der Raiffeisenbank Kallmünz eG mit dem Sitz in Kallmünz.
Die Raiffeisenbank Hemau eGmbH fusionierte im Jahr 1963 mit der Raiffeisenkasse Laufenthal-Haag eGmbH mit dem Sitz in Laufenthal und 1968 mit der Raiffeisenbank Aichkirchen-Painten eGmbH mit den Sitz in Aichkirchen. 1971 folgte die Fusion mit der Raiffeisenkasse Hohenschambach eGmbH mit dem Sitz in Hohenschambach. Mit der  Raiffeisenbank Beratzhausen eG mit dem Sitz in Beratzhausen fusionierte die Raiffeisenbank Hemau eG im Jahr 1978, gefolgt von der Fusion 1980 mit der Raiffeisenkasse Frauenberg eG mit dem Sitz in Frauenberg.
Die Raiffeisenbank Parsberg-Velburg eG entstand im Jahr 1996 aus der Fusion der Raiffeisenbank Parsberg eG mit der Raiffeisenbank Velburg eG mit dem Sitz in Velburg.
Im Jahr 1968 fusionierte die Raiffeisenkasse Lupburg eGmbH mit dem Sitz in Lupburg mit der Raiffeisenkasse Willenhofen eGmbH mit dem Sitz in Willenhofen zur Raiffeisenbank Lupburg eGmbH, aus der dann nach einer Umfirmierung die damalige Raiffeisenbank Parsberg-Lupburg eG mit Sitz in Parsberg wurde. Die Raiffeisenkasse Willenhofen eGmbH entstand zuvor im Jahr 1939 als Raiffeisenkasse Herrnried-Willenhofen-Hamberg eGmuH durch die Fusion des Spar- und Darlehnskassenverein Hamberg eGmuH mit dem Sitz in Hamberg mit dem Herrnried-Willenhofener Spar- und Darlehnskassenverein eGmuH mit dem Sitz in Willenhofen.
Die Raiffeisenkasse Raiffeisenkasse Lupburg eGmuH entstand im Jahr 1956 aus der Spar- und Darlehnskasse Degerndorf eGmuH mit dem Sitz in Degerndorf mit der Spar- und Darlehnskasse See eGmuH mit dem Sitz in See.
Im Jahr 1990 fusionierte die Raiffeisenbank Parsberg-Lupburg eG mit dem Sitz in Parsberg dann mit der Raiffeisenbank Seubersdorf/Opf. eG mit dem Sitz in Seubersdorf in der Oberpfalz zur Raiffeisenbank Parsberg eG. Die Raiffeisenkasse Seubersdorf/Opf. eGmbH fusionierte zuvor im Jahr 1953 mit der Spar- und Darlehnskasse Eichenhofen eGmbH mit dem Sitz in Eichenhofen und 1961 mit der Spar- und Darlehnskasse Waldkirchen eGmbH mit dem Sitz in Waldkirchen und dann 1965 mit der Spar- und Darlehnskasse Wissing eGmbH mit dem Sitz in Wissing zur Raiffeisenbank Seubersdorf/Opf. eGmbH. Im Jahr 1969 fusionierte diese dann noch mit der Raiffeisenkasse Alfalterbach eGmbH mit dem Sitz in Großalfalterbach.
Durch die Fusion der Spar- und Darlehnskasse Velburg eGmbH im Jahr 1952 mit der Spar- und Darlehnskasse Klapfenberg eGmbH mit dem Sitz in Klapfenberg und der Spar- und Darlehnskasse Lengenfeld eGmbH mit dem Sitz in Lengenfeld entstand die damalige Raiffeisenkasse Velburg eGmbH mit dem Sitz in Velburg. Diese fusionierte 1964 mit der Spar- und Darlehnskasse Oberwiesenacker eGmbH mit dem Sitz in Oberwiesenacker und 1967 mit der Spar- und Darlehnskasse Oberweiling eGmbH mit dem Sitz in Oberweiling zur Raiffeisenbank Velburg eGmbH. Im Jahr 1970 folgte noch die Fusion mit der Raiffeisenkasse Hörmannsdorf eGmbH mit dem Sitz in Hörmannsdorf.

## Rechtsverhältnisse
Die Raiffeisenbank im Oberpfälzer Jura eG ist im Genossenschaftsregister beim Amtsgericht Nürnberg unter GnR 342 eingetragen.

## Organisationsstruktur
Rechtsgrundlagen sind das Genossenschaftsgesetz und die durch die Vertreterversammlung beschlossene Satzung. Organe der Bank sind der Vorstand, der Aufsichtsrat und die Vertreterversammlung.

## Sicherungseinrichtung
Die Raiffeisenbank im Oberpfälzer Jura eG ist der amtlich anerkannten Sicherungseinrichtung des Bundesverbandes der Deutschen Volksbanken und Raiffeisenbanken GmbH und der zusätzlichen freiwilligen Sicherungseinrichtung des Bundesverbandes der Deutschen Volksbanken und Raiffeisenbanken e.V. angeschlossen.

## Geschäftsausrichtung
Die Raiffeisenbank im Oberpfälzer Jura eG betreibt das Universalbankgeschäft und gehört zur Genossenschaftlichen Finanzgruppe Volksbanken Raiffeisenbanken. Im Verbundgeschäft arbeitet sie mit der DZ Bank, DZ Privatbank, R+V Versicherung, Münchener Hypothekenbank, Bausparkasse Schwäbisch Hall, Teambank, VR Smart Finanz, DZ Hyp und der Union Investment zusammen.

## Geschäftsgebiet
Das Geschäftsgebiet liegt im Osten des Landkreises Neumarkt in der Oberpfalz, im Westen des Landkreises Regensburg sowie im Norden des Landkreises Kelheim.
An diesen Orten betreibt die Bank Filialen:
- Parsberg (Hauptstelle, jur. Sitz)
- Hemau (1 Geschäftsstelle + 1 SB-Geschäftsstelle)
- Beratzhausen (Geschäftsstelle)
- Hohenfels (Geschäftsstelle)
- Kallmünz (Geschäftsstelle)
- Laaber (Geschäftsstelle)
- Painten (Geschäftsstelle)
- Seubersdorf in der Oberpfalz (Geschäftsstelle)
- Velburg (Geschäftsstelle)
- Wolfsegg (Geschäftsstelle)
- Hohenschambach (SB-Geschäftsstelle)
- Lupburg (SB-Geschäftsstelle)